# Heinkel He 277

Silnik BMW 801 eksponowany w MLP w Krakowie

Heinkel He 277 − ciężki, czterosilnikowy bombowiec niemiecki, będący wersją rozwojową samolotu Heinkel He 177. Wstępne prace nad samolotem podjęto jesienią 1941 r. i kontynuowano potajemnie wbrew zakazowi Göringa.
Badań zaniechano latem 1944 r., kiedy to podjęta została decyzja o rozwijaniu wyłącznie projektów myśliwców. Ogółem zbudowano 8 egzemplarzy samolotu He 277, z których zaledwie dwa lub trzy wzbiły się w powietrze.